# (31464) Liscinsky
1999 CM25 (asteroide 31464) é um asteroide da cintura principal. Possui uma excentricidade de 0.17873390 e uma inclinação de 7.79545º.
Este asteroide foi descoberto no dia 10 de fevereiro de 1999 por LINEAR em Socorro.